# Litvínovice
Litvínovice (v místním nářečí Lajtnovice nebo Lajtnojce; německy Leitnowitz, Leutwinsdorf) jsou obec ležící v okrese České Budějovice v Jihočeském kraji, po levém břehu řeky Vltavy zhruba 3 km jihozápadně od centra Českých Budějovic. Žije zde přibližně 2 800 obyvatel.

## Geografie
Litvínovicemi protéká Litvínovický potok, na západ od Litvínovic se nachází systém tří spojených rybníků:
- Horní litvínovický rybník
- Prostřední litvínovický rybník
- Dolní litvínovický rybník

Severovýchodním směrem se mezi Litvínovicemi a centrem Českých Budějovic prostírá rozlehlý park Stromovka, jihozápadně od vsi je situováno Jihočeské letiště České Budějovice.

## Místní části

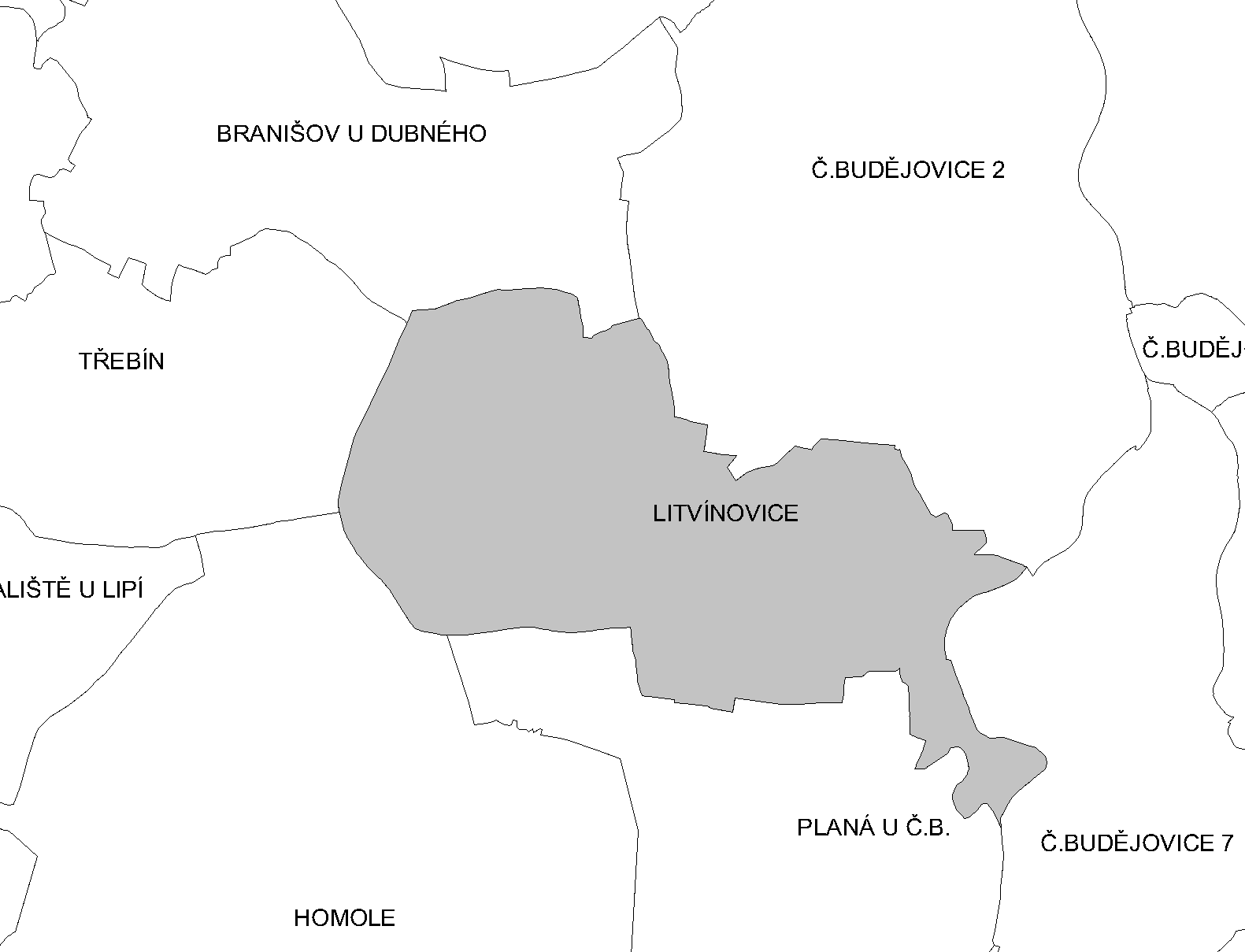
Katastrální území Litvínovic

Obec Litvínovice se skládá ze tří částí, které leží v katastrálním území Litvínovice.
- Litvínovice
- Mokré
- Šindlovy Dvory

## Historie
První písemná zmínka o vsi (Lutwinouich) pochází z roku 1259, kdy ji Vok I. z Rožmberka jmenuje mezi vesnicemi, z nichž má dostávat desátky jím tehdy zakládaný vyšebrodský klášter.
V letech 1850 až 1867 tvořily Litvínovice součást obce Rožnov, poté se staly samostatnou obcí, jíž zůstávají podnes vyjma krátkého období od počátku roku 1952 do 16. května 1954, kdy byly začleněny pod město České Budějovice. Obec Mokré s osadou Šindlovy Dvory byla připojena k Litvínovicím dne 12. června 1960.
Až do poloviny 20. století bylo obyvatelstvo všech tří částí nynější obce národnostně smíšené, ve vlastních Litvínovicích se k německému jazyku hlásilo v roce 1910 přibližně 76 % obyvatel, v roce 1930 44 %.
11. února 1929 zde byla zaznamenána teplota vzduchu -42,2 °C, což je historicky nejnižší teplota v Česku vůbec. Měření provedl ve Stecherově mlýně amatérský meteorolog Jaroslav Maňák, 48letý profesor českobudějovického gymnázia v České ulici. Teplotu ovlivnila silná pokrývka sněhu, inverze a měřící stanice byla navíc u vody (stanice byla v roce 1945 zrušena). V tentýž rok zde byla zaznamenaná také nejvyšší říjnová teplota vzduchu, a to 4. října, kdy bylo naměřeno +30,3 °C.
| Rok            | 1869 | 1880 | 1890 | 1900 | 1910 | 1921 | 1930 | 1950 | 1961 | 1970 | 1980 | 1991 | 2001 |
| -------------- | ---- | ---- | ---- | ---- | ---- | ---- | ---- | ---- | ---- | ---- | ---- | ---- | ---- |
| Počet obyvatel | 285  | 291  | 330  | 358  | 453  | 345  | 344  | 329  | 449  | 399  | 359  | 404  | 526  |
| Počet domů     | 36   | 37   | 46   | 43   | 49   | 49   | 67   | 89   | 192* | 84   | 95   | 134  | 180  |

* (počet domů roku 1961 uveden za celou obec)

## Pamětihodnosti
- Kaple na návsi, datovaná 1861

## Fotogalerie

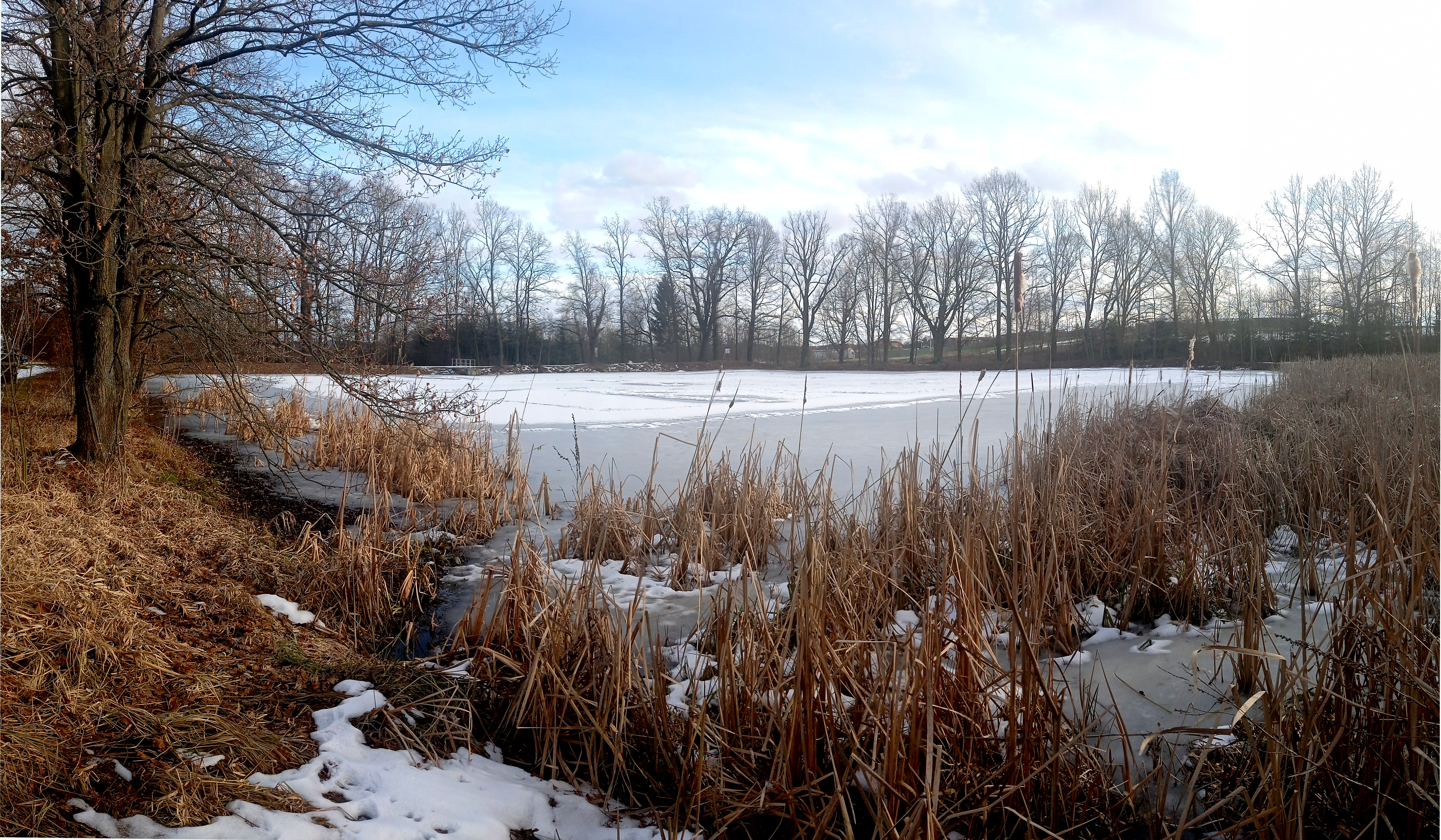
Prostřední litvínovický rybník
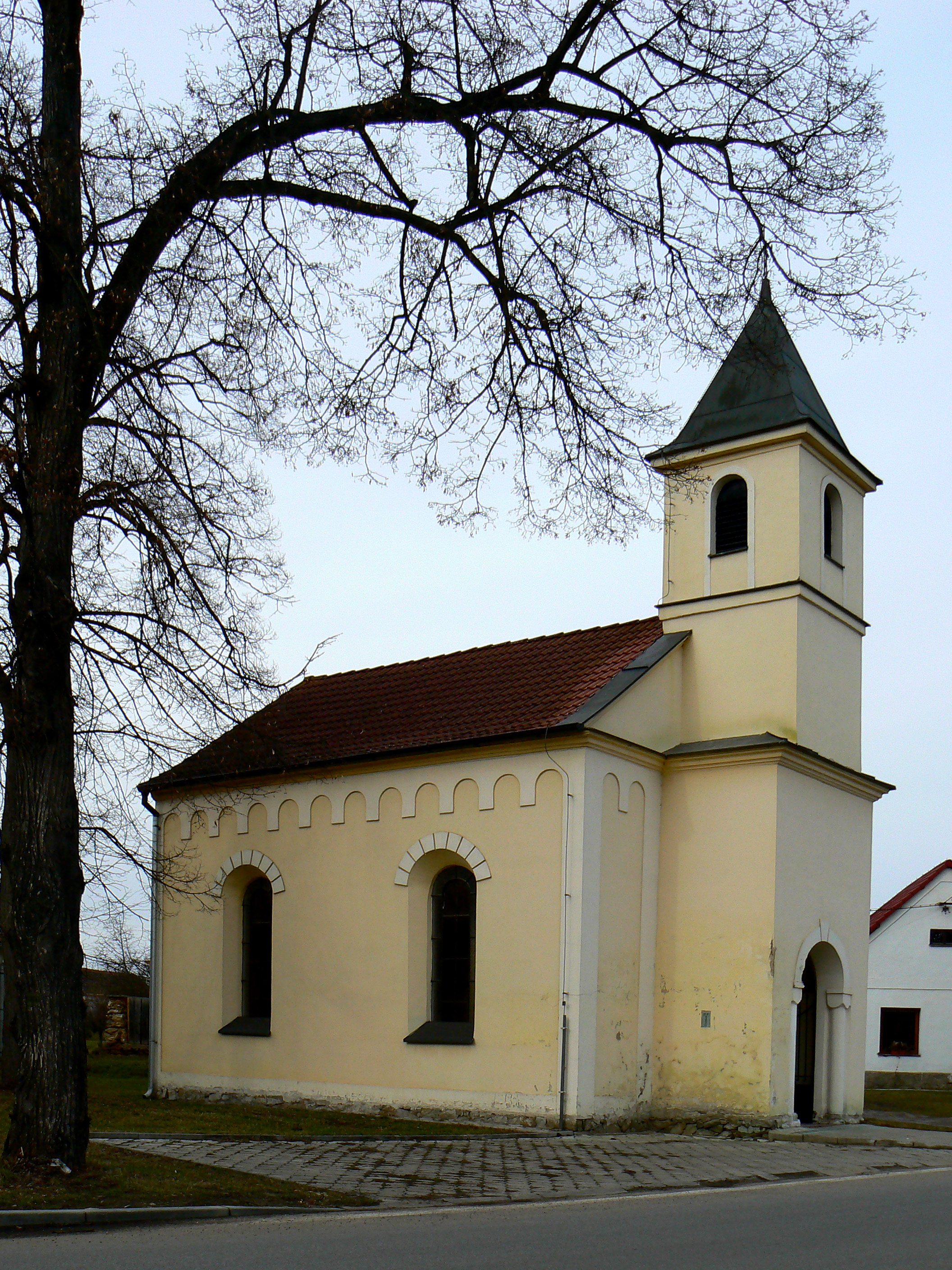
Kaple v Mokrém
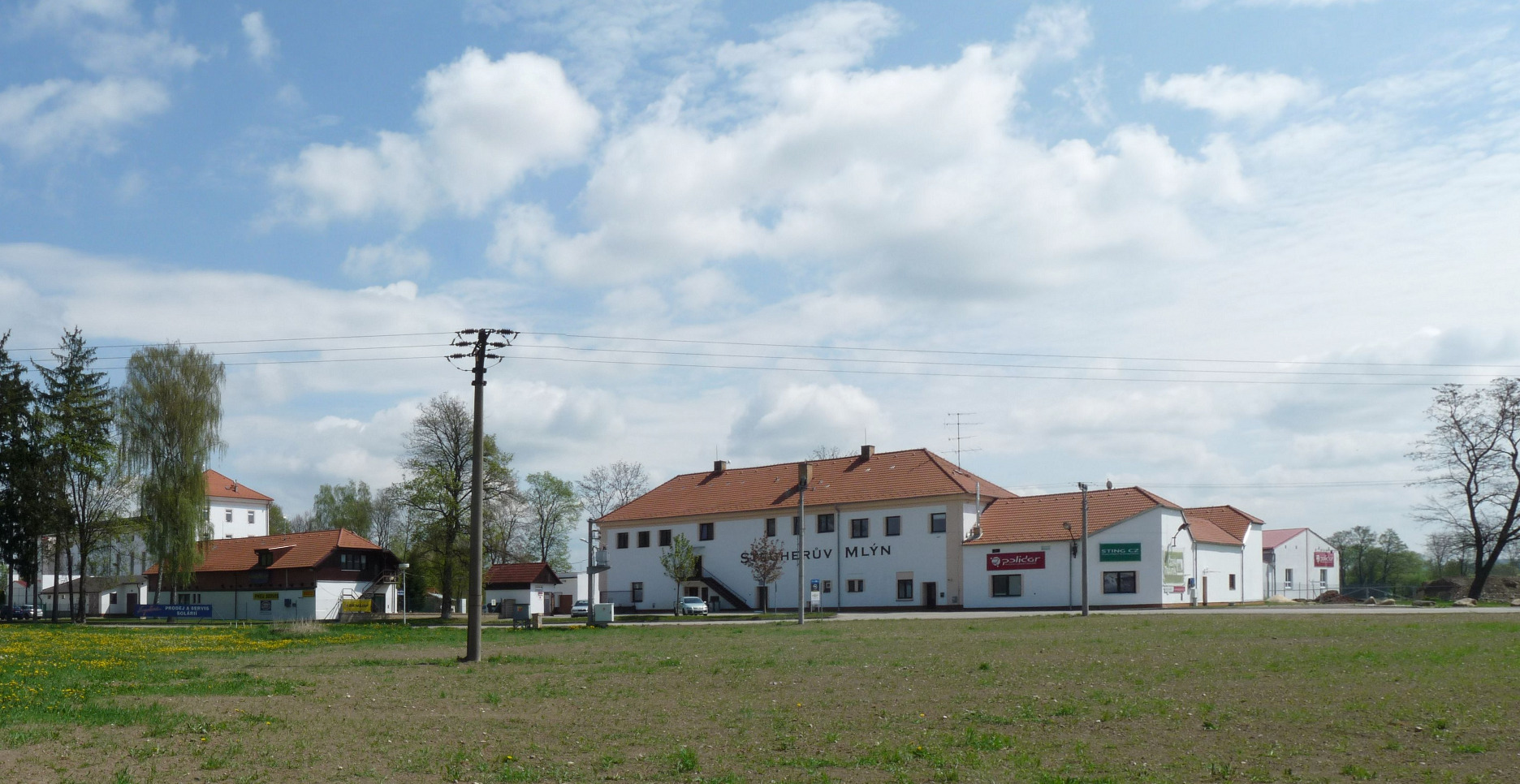
Stecherův mlýn
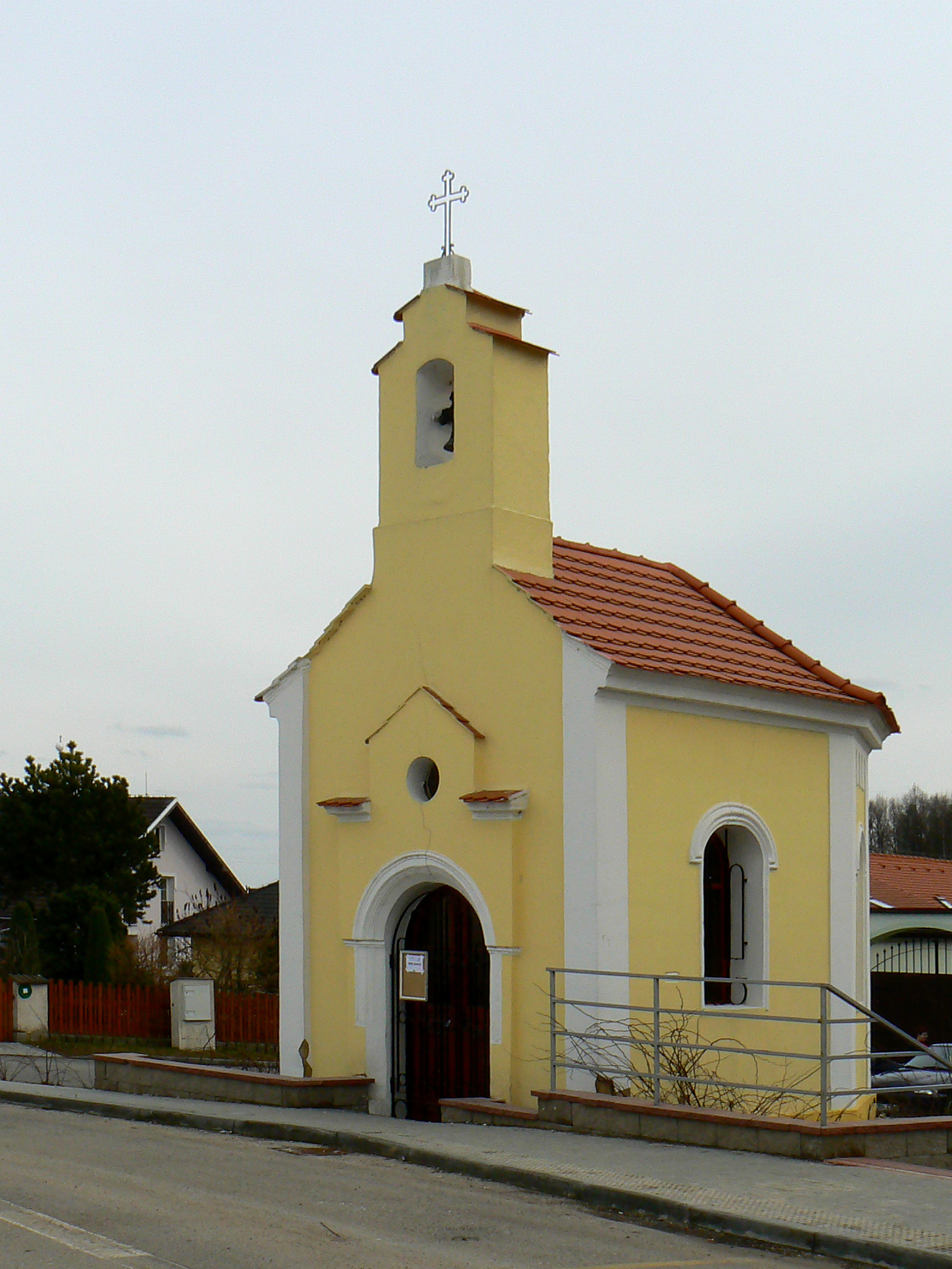
Kaple v Šindlových Dvorech
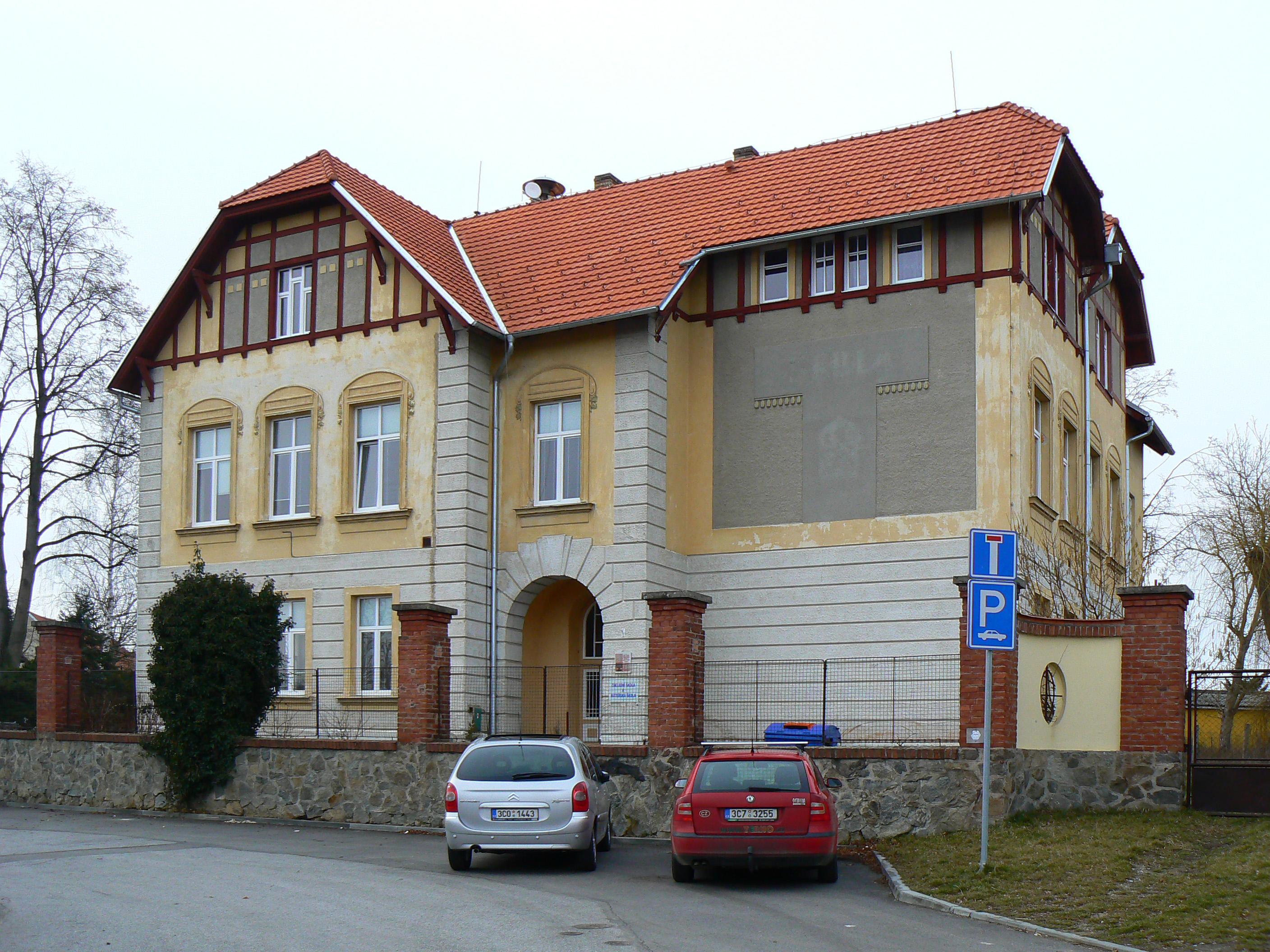
ZŠ a MŠ v Šindlových Dvorech